# Neoplagiaulacidae
Neoplagiaulacidae is een familie van uitgestorven zoogdieren uit de Multituberculata. De dieren uit deze familie leefden tijdens het Laat-Krijt en Paleogeen in Noord-Amerika, Europa en Azië. De laatst bekende multituberculaten behoren tot de Neoplagiaulacidae.

## Voorkomen
Soorten uit de Neoplagiaulacidae leefden in het Laat-Krijt, Paleoceen, Eoceen en Vroeg-Oligoceen, van 105 tot 34 miljoen jaar geleden. Fossielen uit het Krijt zijn alleen in Noord-Amerika gevonden. Van het Tertiair is de familie ook uit Europa (België, Frankrijk, Verenigd Koninkrijk) en Azië (Volksrepubliek China) bekend.

## Geslachten
De volgende geslacht behoren tot de Neoplagiaulacidae:
- Cernaysia
- Ectypodus
- Filikomys
- Krauseia
- Mesodma
- Mesodmops
- Mimetodon
- Neoplagiaulax
- Nidimys
- Parectypodus
- Parikimys
- Xanclomys
- Xyronomys